# Le stravaganze del conte

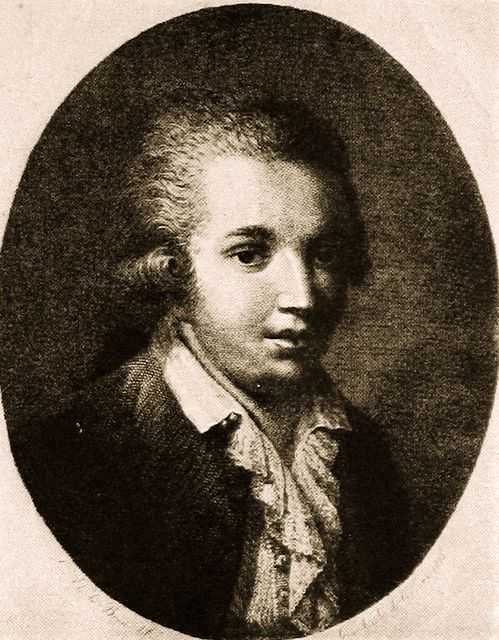
Imatge de Domenico Cimarosa, autor de l'obra musical.

Le stravaganze del conte és una òpera en dos actes composta per Domenico Cimarosa sobre un llibret italià de Giovanni Francesco Busenello. S'estrenà al Teatro dei Fiorentini de Nàpols el carnestoltes de 1772.
Després d'haver escrit música religiosa, en el carnaval de 1772 va debutar com a operista amb Le stravaganze del conte, que consta de dos actes i una farsetta titulada Le magie di Merlina e Zoroastre, que de vegades se cita com Le pazzie di Stellidaura e Zoroastre. Només va obtenir aplaudiments de compromís.